# حريق جبل تريل
حريق جبل تريل كان حريق هائل مشتعل في غابة مانتي لا سال الوطنية على بعد خمسة عشر ميلاً شمال غرب أورانجفيل بولاية يوتا في الولايات المتحدة. اندلع الحريق في 6 يونيو 2018، بعد أن انتشرت النار في جبل تريل بسبب الرياح العاتية.

## الحوادث
بدأ حريق تريل ماونتين عندما تمددت النيران الموصوفة للحرق عبر طريق كوتونوود كانيون إلى إيست ماونتن في 6 يونيو 2018، وحرق 300 فدان (1 كم 2). بحلول 10 يونيو تسببت هبوب رياح شديدة بلغت سرعتها 55 ميلاً في الساعة في نمو الحريق في ميتنجهاوس كانيون. تسببت الرياح العاتية في وقف كل الدعم الجوي الذي يقاوم الحريق. احترقت إحدى مقصورات منطقة ويتستون كريك. تم وضع قيود طيران مؤقتة على المنطقة. تم إغلاق إنديان كريك كامبجراوند.
بحلول 12 يونيو تغلغل دخان كثيف في المنطقة. امتد الحريق شمالًا إلى دير كريك كانيون وريلدا كانيون والهضاب فوق ميل فورك كانيون، والتي تغذي جميعها هنتنغتون كانيون. في اليوم التالي تم إغلاق الطريق السريع 31 وأغلقت مناطق هنتنغتون كانيون وتم إخلاء مناطق معينة من المخيمات. في 14 يونيو أعيد فتح الطريق السريع وهنتنغتون كانيون. ومع ذلك في اليوم التالي 15 يونيو تم إغلاق الطريق السريع 31 مرة أخرى بسبب نشاط الحرائق والاستخدام المكثف للطريق السريع من قبل فرق الإطفاء. بحلول نهاية اليوم نمت النيران من 3000 فدان (12 كم 2) إلى 13710 فدان (55 كم 2) وتم احتواؤها بنسبة 10 بالمائة.
أعاد المسؤولون فتح الطريق السريع 31 عبر هنتنغتون كانيون في 16 يونيو. كان للنار نشاط ضئيل بسبب الرطوبة العالية والغطاء السحابي. بقي الجزء الشمالي من الحريق غير محصن بينما ركزت أطقم العمل على نثر النباتات المقطوعة، وتثبيت التربة وتركيب قضبان مائية لإدارة المياه والرواسب وإزالة الأشجار الخطرة التي أضعفت الحرائق على طول الطرق في المناطق المحصورة.
بحلول 22 يونيو أثرت تحذيرات العلم الأحمر على الحريق، ودفعته إلى كراندال كانيون وأبقته نشطة في ليتيل بير كانيون. لم يؤثر الحريق على منجم كراندال كانيون والنصب التذكاري.
بحلول 27 يونيو اشتعلت النيران في 17767 فدانًا (72 كم 2) وتم احتواؤها بنسبة 80 بالمائة. كانت تغذيها مختلطة من الصنوبر والأخشاب الميتة والمنخفضة.